# Verwaltungsgemeinschaft Langquaid
Die Verwaltungsgemeinschaft Langquaid liegt im niederbayerischen Landkreis Kelheim und wird von folgenden Gemeinden gebildet:
1. Hausen, 2244 Einwohner, 34,59 km²
2. Herrngiersdorf, 1395 Einwohner, 25,08 km²
3. Langquaid, Markt, 6017 Einwohner, 56,77 km²